# Тезиковка
«Те́зиковка» (более раннее название «Те́зикова дача») — местность в Ташкенте, располагавшаяся на месте пересечения улиц Першина, Стародубцева и Будённого, в которой на берегу реки Салар ещё с дореволюционного времени находились вещевой и «птичий» рынки. Имела репутацию одного из самых жутких, бандитских участков города Ташкента.

## История топонима
Считается, что название этого района Ташкента (в те времена столичной окраины) пошло от фамилии русского купца Тезикова, вокруг дачи которого и разросся этот знаменитый рынок, и что он основал в пригороде Ташкента кожевенное производство, на котором работали российские переселенцы. Они же построили рядом свой «Шанхай» — посёлок с небольшим базаром. Также «история» приписывает господину Тезикову владение некой мельницей, стоявшей на берегу канала Салар, но факты и документы утверждают, что эта мельница принадлежала другому знаменитому русскому ташкентцу — купцу И. И. Первушину, который ещё в 1866 году открыл первый в Средней Азии винокуренный завод в районе Ташкента, ныне именуемом «Первушка». Известно, что после октябрьской революции мельницу разобрали по частям.
Примечательно и то, что в царские времена «тезиками» называли бухарских купцов приезжающих торговать в Россию. Возможно и сам Тезиков был далёким потомком тех купцов.
После революции рынок «Тезиковка» получил новое название — «Первомайский» рынок на улице Першина, хотя общественная привычка сохранила за ним старое, прижившееся, название, под которым он неофициально просуществовал ещё много лет. Дача купца Тезикова к тому времени «превратилась» в одну из библиотек. Впоследствии рядом с библиотекой возник кинотеатр, но после случившегося пожара исчез как он сам, так и здание, бывшее некогда знаменитой дачей.

## История рынка
Один из пиков своей активности Тезиковка переживала во время войны, так как на Тезиковке легко можно было спрятаться, отчего шпана торговала там краденым имуществом. Более миллиона эвакуированных, приехавших в Ташкент, привезли с собой то, чем впоследствии и торговали с рук на этом рынке. Именно во время войны эта толкучка и приобрела свою известность. В частности, про Тезиковку в своих произведениях и воспоминаниях упоминают такие писатели как Александр Солженицын и Дина Рубина и знаменитый актёр и режиссёр Соломон Михоэлс.
Старожилы вспоминали, что до революции возле самой Тезиковки через Салар был переброшен небольшой мост, имевший дурную славу у всего города, так как использовался для сходок «преступных элементов» с рабочей окраины Ташкента, а также революционеров из депо (Ташкентские железнодорожные мастерские), которые устраивали там свои подпольные собрания.
Благодаря своей уникальной самоорганизации, Тезиковка стала одним из уникальнейших явлений общественной жизни как Ташкента, так и Средней Азии, и всего Советского Союза. Она приобрела собственную мифологию и все проистекающие из неё культы. Она обладала хорошо налаженной инфраструктурой, искусственно воссоздать которую не смог бы даже самый блестящий менеджер.
В поздний советский период на Тезиковке существовало относительно строгое деление на сектора по ассортименту: птичий и радиоэлектронный, служившие местом паломничества любителей животных и мастеров радиоэлектроники всего Ташкента. Многие жили за счёт выращивания и продажи тех или иных животных и птиц, а также перепродажей радиодеталей.
После 1991 года Тезиковка пережила последний всплеск своей активности. На «блошином рынке» — Тезиковке по тем или иным причинам стали торговать многие жители Ташкента, в том числе и рабочие многих предприятий города, оказавшихся в состоянии вынужденного простоя и «ненадлежащего контроля», и оставивших своих работников без средств к существованию, по причине невыплаты или задержки выплаты зарплат.

### Закрытие и перенос
В начале нового века городское управление постановило перенести рынок из центральной части города на окраину — в квартал Янгиабад. Решение было принято для расширения дороги, позже через место бывшего расположения рынка стал пролегать участок Малой кольцевой автодороги. Так закончилась история ташкентской Тезиковки.